# 清瀬信次郎
清瀬 信次郎（きよせ しんじろう、1928年〈昭和3年〉1月25日 - 2006年〈平成18年〉4月10日）は、日本の法学者。専門は、商法・知的財産法・工業所有権法。学位は、法学博士（法政大学・1963年）（学位論文『商号権論』）。亜細亜大学名誉教授。

## 略歴
1928年（昭和3年）1月25日、兵庫県に生まれる。麹町小学校を卒業後、1948年（昭和23年）に法政大学専門部法律科を卒業、1951年（昭和26年）、中央大学法学部を卒業し、川南工業に入社する。
法政大学大学院社会科学研究科私法学専攻修士課程を修了し、1959年（昭和34年）同博士課程を退学する（指導教授：小町谷操三）。1959年（昭和34年）同法学部助手。1963年（昭和38年）に『商号権論』で法政大学より法学博士の学位を取得する。  
1962年（昭和37年）仙台法経専門学校兼任講師。1963年（昭和38年）日本観光専門学校専任講師。1965年（昭和40年）に流通経済大学経済学部で講師となり、1966年（昭和41年）に亜細亜大学法学部助教授に、1973年（昭和48年）に同法学部教授に就任する。1981年（昭和56年）亜細亜大学法学部長。1984年（昭和59年）同大学院法学研究科委員長。1996年（平成8年）同スポーツ研究所長。1997年（平成9年）同附属図書館長。1998年（平成10年）に亜細亜大学定年退任。同大学院法学研究科客員教授。宮崎産業経営大学法学部教授。2001年（平成13年）亜細亜大学・宮崎産業経済大学を退職。亜細亜大学名誉教授。日本文化大学法学部客員教授。2003年（平成15年）日本文化大学退職。2006年（平成18年）4月10日、肝硬変で死去。

## 人物
国民会館代表、学術選書代表、英文法令社理事長、亜細亜語学院長、日本科学振興財団理事などを歴任する。日本私法学会以外に日本観光学会や憲法学会にも所属していた。
靖國會の第七代目総代、維新政党・新風講師を務めるなど、右翼・保守運動にも参加していた。中華学術院より名誉哲学博士を授与される。
酒好きで休みの日はほぼ朝から酒を飲んでいた。性格は温厚で平河町の住民からは「先生」と呼ばれ親しまれていた。
法学者として大学の法学部長まで務めたが弁護士資格はもっていなかった。
弁護士だった内縁者との間に子供がいなかったため、葬儀では実弟が喪主となった。

## 家族
父は東条英機の主任弁護人を務め、衆議院議長などを務めた清瀬一郎。

## 著書
- 『工業所有権法講義』（共著、青林書院新社、1973）
- 『工業所有権法演習』（法学書院、1978）
- 『基本マスター商法―基礎から応用までの135選』（法学書院、1984）
- 『会社法』（八千代出版、1993）
- 『商法提要1』（駿河台出版、1996）

## 論文
- 国立情報学研究所収録論文 - 国立情報学研究所